# Tarenna pilosa
Tarenna pilosa là một loài thực vật có hoa trong họ Thiến thảo. Loài này được (Craib) Bremek. miêu tả khoa học đầu tiên năm 1934.